# Margamulya (Pangalengan)
Margamulya is een bestuurslaag in het regentschap Bandung van de provincie West-Java, Indonesië. Margamulya telt 15.681 inwoners (volkstelling 2010).